# Mana (otok)
Mana je nenaseljen otoček v Narodnem parku Kornati. Pripada Hrvaški.
Otoček leži okoli 2 km južno od Kornata. Njegova površina je 0,409 km², dolžina obale meri 4,59 km. Najvišji vrh otočka je visok 77 mnm.